# قائمة مقالات معاملة المثليين حسب المنطقة
هذه قائمة بمعاملة المثليين حسب المنطقة، بما في ذلك البلدان، والكومنولث، والأراضي المتنازع عليها، وغيرها من المناطق.

## أفريقيا
- الجزائر
- أنغولا
- بنين
- بوتسوانا
- بوركينا فاسو
- بوروندي
- الكاميرون
- الرأس الأخضر
- جمهورية أفريقيا الوسطى
- تشاد
- جزر القمر
- جمهورية الكونغو
- جمهورية الكونغو الديمقراطية
- جيبوتي
- مصر
- إريتريا
- إسواتيني
- إثيوبيا
- غينيا الإستوائية
- الغابون
- غامبيا
- غانا
- غينيا
- غينيا بيساو
- ساحل العاج
- كينيا
- ليسوتو
- ليبيريا
- ليبيا
- مدغشقر
- مالاوي
- مالي
- موريتانيا
- موريشيوس
- المغرب
- موزمبيق
- ناميبيا
- النيجر
- نيجيريا
- رواندا
- ساو تومي وبرينسيبي
- السنغال
- سيشل
- سيراليون
- الصومال
- جنوب أفريقيا
- جنوب السودان
- السودان
- تنزانيا
- توغو
- تونس
- أوغندا
- زامبيا
- زيمبابوي

## الأمريكتان
- أنتيغوا وباربودا
- الأرجنتين
- باهاماس
- باربادوس
- بليز
- بوليفيا
- البرازيل
- كندا
- تشيلي
- كولومبيا
- كوستاريكا
- كوبا
- دومينيكا
- جمهورية الدومينيكان
- الإكوادور
- السلفادور
- غرينادا
- غواتيمالا
- غيانا
- هايتي
- هندوراس
- جامايكا
- المكسيك
- نيكاراغوا
- بنما
- باراغواي
- بيرو
- سانت كيتس ونيفيس
- سانت لوسيا
- سانت فينسنت والغرينادين
- سورينام
- ترينيداد وتوباغو
- الولايات المتحدة
- الأوروغواي
- فنزويلا

### مناطق أخرى
- أنغويلا
- أروبا
- برمودا
- بونير
- جزر العذراء البريطانية
- جزر كايمان
- كوراساو
- جزر فوكلاند
- غيانا الفرنسية
- جرينلاند
- غوادلوب
- مارتينيك
- مونتسرات
- بورتوريكو
- سابا
- سانت بارتيليمي
- سان مارتن
- سانت بيير وميكلون
- سينت أوستاتيوس
- سينت مارتن
- جزر توركس وكايكوس
- جزر العذراء الأمريكية

## القارة القطبية الجنوبية
نظرًا لأن القارة القطبية الجنوبية لا يوجد بها سكان بشريين مقيمون، فإن الوجود الإنساني هناك يقتصر على الأبحاث على المدى القصير أو البعثات الرياضية. تنص نظام معاهدة القارة القطبية الجنوبية على أن جميع الحقوق القانونية في القارة القطبية الجنوبية هي التي تحكم دولة الشخص الأصلية، ولا تتغير على أساسها المطالبة الإقليمية للقارة القطبية الجنوبية للبلاد التي ينتمي إليها الشخص أن يكون حاضرا في أي وقت من الأوقات.
- المقاطعة الأرجنتينية بالقارة القطبية الجنوبية
- الإقليم الأسترالي في القارة القطبية الجنوبية
- جزيرة بوفيه
- المقاطعة البريطانية بالقارة القطبية الجنوبية
- الأراضي الفرنسية الجنوبية والأنتارتكية
- جزيرة هيرد وجزر ماكدونالد
- إقليم ماجلان وأنتارتيكا التشيلية
- جزيرة بيتر الأول
- جزر الأمير إدوارد
- أرض الملكة مود
- منطقة روس
- جورجيا الجنوبية وجزر ساندويتش الجنوبية

## أوروبا
- ألبانيا
- أندورا
- أرمينيا
- النمسا
- أذربيجان
- روسيا البيضاء
- بلجيكا
- البوسنة والهرسك
- بلغاريا
- كرواتيا
- قبرص
- جمهورية التشيك
- الدنمارك
- إستونيا
- فنلندا
- فرنسا
- جورجيا
- ألمانيا
- اليونان
- المجر
- آيسلندا
- جمهورية أيرلندا
- إيطاليا
- لاتفيا
- ليختنشتاين
- ليتوانيا
- لوكسمبورغ
- مالطا
- مولدوفا
- موناكو
- الجبل الأسود
- هولندا
- شمال مقدونيا
- النرويج
- بولندا
- البرتغال
- رومانيا
- روسيا
- سان مارينو
- صربيا
- سلوفاكيا
- سلوفينيا
- إسبانيا
- السويد
- سويسرا
- تركيا
- أوكرانيا
- المملكة المتحدة
- الفاتيكان

### مناطق أخرى
- أبخازيا
- جزر فارو
- جبل طارق
- غيرنزي
- جزيرة مان
- جيرزي
- كوسوفو
- آرتساخ
- قبرص الشمالية
- أوسيتيا الجنوبية
- ترانسنيستريا

## آسيا
- أفغانستان
- البحرين
- بنغلاديش
- بوتان
- بروناي
- كمبوديا
- الصين
- تيمور الشرقية
- الهند
- إندونيسيا
- إيران
- العراق
- إسرائيل
- اليابان
- الأردن
- كازاخستان
- الكويت
- قيرغيزستان
- لاوس
- لبنان
- ماليزيا
- جزر المالديف
- منغوليا
- ميانمار
- نيبال
- كوريا الشمالية
- سلطنة عمان
- باكستان
- الفلبين
- قطر
- السعودية
- سنغافورة
- كوريا الجنوبية
- سريلانكا
- سوريا
- طاجيكستان
- تايلاند
- تركمانستان
- الإمارات العربية المتحدة
- أوزبكستان
- فيتنام
- اليمن

### مناطق أخرى
- هونغ كونغ
- ماكاو
- فلسطين
- تايوان

## أوقيانوسيا
- أستراليا
- فيجي
- كيريباتي
- جزر مارشال
- ولايات ميكرونيسيا المتحدة
- ناورو
- نيوزيلندا
- بالاو
- بابوا غينيا الجديدة
- ساموا
- جزر سليمان
- تونغا
- توفالو
- فانواتو

### مناطق أخرى
- ساموا الأمريكية
- جزر كوك
- جزيرة القيامة
- بولينزيا الفرنسية
- غوام
- كاليدونيا الجديدة
- نييوي
- جزر ماريانا الشمالية
- جزر بيتكيرن
- توكيلاو
- جزر الولايات المتحدة الصغيرة النائية
- واليس وفوتونا